# Фіджі на Чемпіонаті світу з водних видів спорту 2015
Фіджі взяла участь у Чемпіонаті світу з водних видів спорту 2015, який пройшов у Казані (Росія) від 24 липня до 9 серпня.

## Плавання
Фіджійські плавці виконали кваліфікаційні нормативи в дисциплінах, які наведено в таблиці (не більш як 2 плавці на одну дисципліну за часом нормативу A, і не більш як 1 плавець на одну дисципліну за часом нормативу B):
Чоловіки
| Спортсмен   | Дисципліна           | Попередній заплив | Попередній заплив | Півфінал        | Півфінал        | Фінал           | Фінал           |
| Спортсмен   | Дисципліна           | Час               | Місце             | Час             | Місце           | Час             | Місце           |
| ----------- | -------------------- | ----------------- | ----------------- | --------------- | --------------- | --------------- | --------------- |
| Мелі Малані | 50 м вільним стилем  | 23.78             | 52                | Завершив виступ | Завершив виступ | Завершив виступ | Завершив виступ |
| Мелі Малані | 100 м вільним стилем | 53.68             | 84                | Завершив виступ | Завершив виступ | Завершив виступ | Завершив виступ |

Жінки
| Спортсменка       | Дисципліна           | Попередній заплив | Попередній заплив | Півфінал         | Півфінал         | Фінал            | Фінал            |
| Спортсменка       | Дисципліна           | Час               | Місце             | Час              | Місце            | Час              | Місце            |
| ----------------- | -------------------- | ----------------- | ----------------- | ---------------- | ---------------- | ---------------- | ---------------- |
| Мателіта Буадромо | 100 м вільним стилем | 58.53             | 55                | Завершила виступ | Завершила виступ | Завершила виступ | Завершила виступ |
| Мателіта Буадромо | 200 м вільним стилем | 2:09.07           | 55                | Завершила виступ | Завершила виступ | Завершила виступ | Завершила виступ |